# Буачидзе, Бенито Михайлович
Бенито Михайлович Буачидзе (груз. ბენიტო მიხეილის ძე ბუაჩიძე; 30 августа [12 сентября] 1905 или 2 сентября 1905, Парцхнали, Имеретия — 3 октября 1937) — грузинский советский критик, литературовед.
Брат К. М. Буачидзе.

## Биография
Родился в многодетной, 8 человек, семье сельского священника.
Член ВКП (б) с 1926 года.
Писал об И. Чавчавадзе, М. Джавахишвили, Г. Табидзе, В. В. Маяковском, Н. А. Островском.
В своих работах разрабатывал вопросы развития многонациональной советской литературы, проблемы реализма и романтизма, революционные традиции. Подвергался критике за вульгарно-социологические тенденции.
Участвовал в руководстве ВОАПП. Вместе с Б. Ясенским, Б. Иллешем и А. Гидашем работал в Международном объединении революционных писателей. Возглавлял Ассоциацию пролетарских писателей Грузии и Закавказских республик. Был членом редколлегии журналов «На литературном посту», редактором журнала «На рубеже Востока».
Арестован 22 июля 1937 года с обвинением по статьям 58-10, 58-11 УК ГССР и 3 октября 1937 года расстрелян. Определением Военной коллегии Верховного суда СССР от 25 июня 1956 года № 4н-043 дело прекращено за отсутствием состава преступления.
Сын — Лео Буачидзе.

## Сочинения
- Борьба за гегемонию (Брдзола гегемониисатвис), 1930.
- Пути современной грузинской литературы, 1930[4].
- Творческие вопросы художественной литературы (Мхатврули мцерлобис шемокмедебими санидхи), 1933.